# Agnes Wold

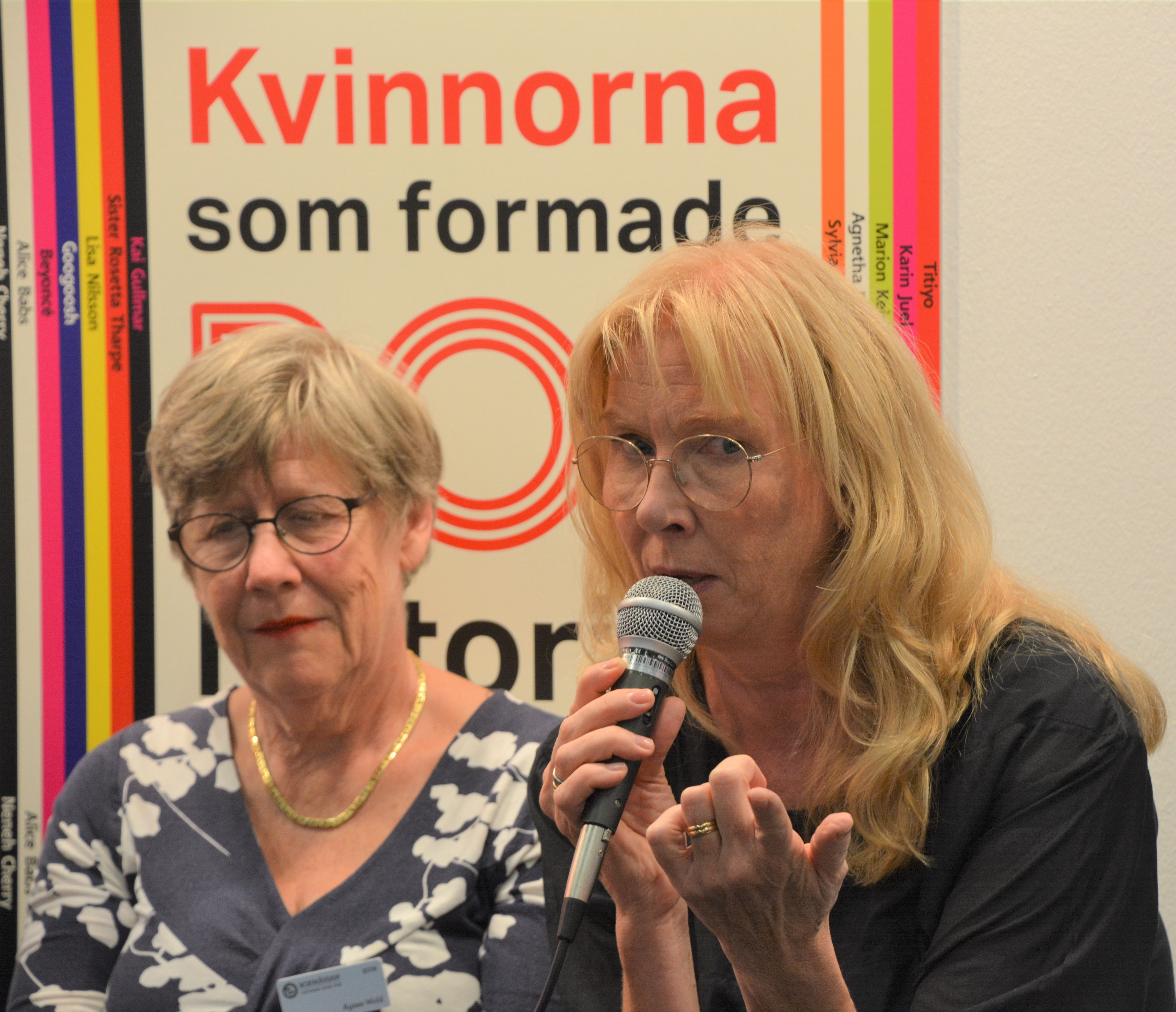
Agnes Wold tillsammans med Åsa Beckman på Bokmässan i Göteborg 2019.

Agnes Ester Solveig Wold, född 7 januari 1955 i Uppsala, är en svensk läkare och professor i klinisk bakteriologi vid Sahlgrenska akademin vid Göteborgs universitet. Hennes verksamhet har särskild inriktning mot normalflora. Hon är även verksam i olika medier och uttalar sig om det hon påstår är hälsomyter.

## Biografi
Agnes Wold är uppvuxen i Uppsala. När hon var femton år, 1970, flyttade hon med sina föräldrar till Göteborg, där hennes far Herman Wold var statistikprofessor. Hennes mor Anna-Lisa Arrhenius disputerade i matematik och var dotter till kemisten Svante Arrhenius. Wolds make Lars Melchior är historiker, och hon har tre vuxna barn.
Wold var i sin ungdom engagerad inom FNL-rörelsen och den radikalfeministiska organisationen Grupp 8.

### Karriär
Inledningsvis läste Wold kemi och biologi, innan hon insåg att medicinska studier skulle passa henne bättre. Hon disputerade 1989 vid Göteborgs universitet. Hon är specialiserad på tarmens normala bakterieflora och dess interaktion med immunsystemet. Wold är särskilt inriktad på frågan om allergier och om  inflammatorisk tarmsjukdom kan bero på förändrad tarmflora.
Rädslan för baciller, som enligt Wold är vida utbredd i samhället, i kombination med okunnighet, förfärar henne. Hon anser till exempel att Socialstyrelsens rekommendationer om att vi ska städa för att skydda oss mot smitta baseras på ett ovetenskapligt underlag. Hon menar att smuts varken gör oss sjukare eller mer allergiska. Den mest allergiskyddande miljön för barn är enligt Wold familjejordbruk med mjölkkor och andra djur. Wold menar också att orsakerna till varför det är så är oklara.
I januari 1995 redovisade Wold och kollegan Christine Wennerås i en uppmärksammad debattartikel en genomgång av ansökningar till Medicinska forskningsrådet (MFR) som visade att kvinnor missgynnades systematiskt vid tillsättning av forskningsassistenttjänster. Granskningen bidrog till att hela styrelsen i MFR byttes ut under våren 1995. Wolds och Wennerås kritik avvisades först av MFR som okunnig, ovetenskaplig och byggd på ofullständig information, men efter kompletteringar och vidareutveckling av granskningsrapporten kunde den 1997 publiceras i den ansedda vetenskapliga tidskriften Nature under titeln "Nepotism and sexism in peer-review". Rapporten visade vetenskapligt att kvinnor behövde ha betydligt bättre akademiska meriter än män för att få framgång vid ansökningar om tjänster och forskningsanslag.
Wold har varit ordförande i Kvinnliga akademikers förening och är medlem i Högskoleverkets jämställdhetsgrupp. 2006 utsågs hon till hedersdoktor vid Chalmers tekniska högskola, bland annat för sina insatser för att uppmärksamma den akademiska världen på hur kvinnliga forskare riskerar att missgynnas, bland annat genom rapporten i Nature 1997. Sedan 2008 är hon överläkare vid Sahlgrenska universitetssjukhuset.
Av de forskare som har dragit in mest pengar till Göteborgs universitet under åren 2003 till 2010 ligger Wold på plats 28.
I januari 2014 uppmärksammades att Wolds forskargrupp hade utvecklat ett lovande generellt vaccin mot allergi, ett bakterieprotein som fungerar som antigen och stimulerar immunförsvaret.

### Utmärkelser
Wold invaldes 2014 till ledamot av Kungliga Vetenskaps- och Vitterhets-Samhället i Göteborg. 2016 blev hon utsedd till Årets kvinna av Expressen med motiveringen: 
I en medievärld som premierar åsikter och bildsköna brudar, slog hon sig in i toppen och gjorde slarvsylta av myter om städning, amning och klimakteriet. På kort tid har professor Agnes Wold gått från stridbar förebild i den gubbiga universitetsvärlden, till att också bli hela Sveriges kärring mot strömmen. Nu tar hon sin rättmätiga plats som upplysningskvinna, rustad med forskning, förnuft och sarkastisk humor. Hon stärker och befriar, med kunskap och formuleringsglädje. Vårt behov av Wold är stort, mycket stort.
År 2018 tilldelades Wold Learning Ladder Prize och 2020 hedersutmärkelsen Årets göteborgare.

### Samhällsdebattör
Agnes Wold är en stridbar, folkkär och ibland kontroversiell samhällsdebattör.
År 2013 kritiserade Agnes Wold ett lagförslag om att förbjuda reklam för modersmjölksersättning, vilket hon ansåg saknade vetenskaplig grund och inskränkte tryck- och yttrandefriheten. På DN Debatt argumenterade hon för att förslaget var en kvarleva från reaktioner på "omoralisk reklam för flaskmatning" i fattiga länder flera decennier tidigare, och att det inte fanns bevis för att lagen skulle förbättra folkhälsan i Sverige. Hon betonade också att kvinnor borde ha rätt att själva bestämma över sina kroppar utan att känna sig skuldbelagda för att välja modersmjölksersättning. Hennes kritik möttes av svar från fyra amningsexperter, som menade att Wold misstolkade lagförslagets innebörd. De påpekade att liknande regler redan existerade i en branschöverenskommelse och att förslaget snarare syftade till att säkerställa objektiv information om spädbarnsuppfödning. Kritikerna ansåg också att Wolds inlägg förstärkte polariseringen mellan amning och flaskmatning och betonade vikten av att hälso- och sjukvården ger bättre stöd till kvinnor oavsett deras val.
År 2016  ifrågasatte Wold kommunala satsningar på att rensa ut plastföremål med ftalater i förskolor och menade att det var en kontroversiell teori att ämnet kan orsaka hormonstörningar. Hon riktade också kritik mot forskningen i ämnet och hävdade att vissa forskare hade gått förbi sin forskarroll och lierat sig med naturskyddsföreningar. Carl-Gustaf Bornehag, professor i folkhälsovetenskap som forskade på området, tillbakavisade kritiken.
I samband med att Wold medverkade i boken Klimakteriet menade hon att klimakteriet inte borde utmålas som ett bekymmer på det sätt det ofta görs. Hon framhöll att forskning visar att kvinnor i åldrarna då klimakteriet inträder har betydligt bättre psykisk hälsa än både äldre och yngre kvinnor. Wold lyfte också fram klimakteriet som en evolutionär fördel för människan som art.
Wold har också uppmärksammats för sitt engagemang i samhällsdebatten kring Covid-19-pandemin. Hon kritiserades dock i efterhand för att i augusti 2020 twittrat att barn inte bör vaccineras mot covid-19. I en intervju i Nyhetsmorgon i oktober 2021 nyanserar hon påståendet och menar att det generellt är en bra försiktighetsåtgärd, men att det nu finns tillräckligt med data för att etablera att riskerna med vaccinet är små.Näringslivets mediainstitut har i en rapport om svensk journalistik under coronapandemin menat att Wold ofta bjöds in att tala om pandemin och att det då sällan bjöds henne motstånd, inte heller vid kontroversiella ställningstaganden, och att följdfrågor var sällsynta.
Under hösten 2021 medverkade Wold i SVT:s Från savannen till Tinder. Där uppmärksammades hon för sitt uttalande om att en debatt om biologiska skillnader mellan kvinnor och män var farlig för jämställdheten. I debatten om kost har Agnes Wold ifrågasatt kostens och viktens betydelse för hälsan. För detta har hon kritiserats av Gunnar Johansson, professor i kostvetenskap.
Agnes Wold är aktiv i debatten om transpersoners rättigheter. Hon är emot könstillhörighetslagen som gör det lättare för transpersoner att ändra juridiskt kön och att unga med könsdysfori erbjuds könsbekräftande behandling. Wold har i samband med sina åsikter i transfrågor fått kritik för att vara radikaliserad och  konspirationsteoretisk och uttala sig utanför sitt ämnesområde. Wold har när hon bemött kritiken skrivit att hon inte är våldsromantiker och att hon resonerar om eventuella konsekvenser av det hon menar är en ny definition av kön.
Sveriges radio P1s program Medierna uppmärksammade inför riksdagsomröstningen om könstillhörighetslagen att public service i övrigt förhåll sig neutralt till frågan medan Wold, som SR-profil med eget program, tydligt tog ställning mot lagändringen. RFSL Stockholm tilldelade år 2024 priset Rosa Tisteln till Agnes Wold med motiveringen att hon "utnyttjat sin plattform för att sprida både skadliga myter och desinformation på transpersoners bekostnad".  Agnes Wold såg priset som ett försök att tysta hennes kritik mot den nya könstillhörighetslagen.
Wold deltog hösten 2024 i ett seminarium i riksdagen om könsbekräftande vård, som bevakades av tidningen ETC. Seminariet var starkt kritiskt till att unga patienter ges sådan vård. Tidningen skrev att Wold varit tydlig med att hon inte är expert på transvård, men att hon tänkt mycket och blivit upprörd av berättelser om vård på, enligt henne, för lösa grunder. De menar också att hon hävdat att hela efterfrågan på könsbekräftande vård är påhittad och skapad av vården som, ihop med translobbyn, tjänar pengar på fler patienter. Och att sociala medier förstärkt detta till en social smitta  bland barn och unga. I ETC-artikeln  reflekterade också över att Wold anlitades av Sveriges Radio, vilket kommenterades av tidningens redaktör. Med anledning av artikeln och reflektionerna kring uppdraget för Sveriges Radio kallade Wold journalisten Max V Karlsson för ”ditt lilla angivarkryp”, vilket uppmärksammades av Journalistförbundets tidning Journalisten.

### Mediaengagemang
Wold var värd för Sommar i P1 på Sveriges Radio den 11 augusti 2014 och Vinter i P1 den 30 december 2014.
I februari 2021 startade Sveriges Radio en podd kallad Fråga Agnes Wold, med Wold och Christer Lundberg. I podden svarar Wold på frågor om hälsa och medicinska frågor, med det uttalade syftet att avfärda hälsomyter. Paret tävlade även i På spåret säsongen 2021/2022, vilket var första gången för Wold men inte för Lundberg.
2023 knöts hon till tidningen Expressen som krönikör.